# Анна Желязко
Анна Желязко (пол. Anna Żelazko; нар. 15 квітня 1983, Польща) — польська футболістка, нападниця. Виступала за національну збірну Польщі.

## Життєпис
Футбольну кар'єру розпочалава у варшавській «Савені». У 2000 році перейшла до «Чарні» (Сосоновець), з яким двічі вигравала Кубок Польщі (2000/01, 2001/02) та одного разу виходила до фіналу вище вказаного змагання (2004/05). Потім виступала в КС АЗС (Вроцлав), з яким команда виграла два чемпіонати Польщі (2006 і 2007) і Кубок Польщі (2006/07), а також стала фіналістом Кубку (2005/06). У 2005, 2007 та 2009 роках ставала найкращою бомбардиркою Екстраліги. Брала участь у двох розіграшах жіночого Кубка УЄФА (V і VI), провела 5 матчів та відзначилася 1-м голом.
Виступала у молодіжній збірній Польщі (WU-18) (дебютувала в 15-річному віці 21 серпня 1998 року), у футболці якої відзначилася 12-ма голами у 19 матчах. У футболці національної збірної Польщі дебютувала 23 травня 2001 року. Учасниця кваліфікації до чемпіонату світу 2003 та 2007 року, а також кваліфікації до чемпіонату Європи 2005 та 2009 року. Загалом за збірну Польщі вона провела 36 матчів та відзначилася 14-ма голами.
Після розформування «Унії» (Ратибор) у 2014 році переїхала до «Гурника» (Ленчна), де завершила свою кар'єру в липні 2016 року. Причиною такого рішення стала травма, яку вона отримала у вересні 2015 року.
Рекордсменка Екстраліги за кількістю забитих м'ячів — відзначилася 290-ма голами у 283-х поєдинках.

## Досягнення

### Клубні
«Чарні» (Сосновець)
- Кубок Польщі
  -  Володар (2): 2001, 2002

АЗС (Вроцлав)
- Екстраліга
  -  Чемпіон (3): 2006, 2007, 2008

- Кубок Польщі
  -  Володар (2): 2007, 2009

«Унія» (Ратибор)
- Екстраліга
  -  Чемпіон (4): 2010, 2011, 2012, 2013

- Кубок Польщі
  -  Володар (3): 2010, 2011, 2012

### Індивідуальні
«Чарні» (Сосновець)
- Найкраща бомбардирка Екстраліги (1): 2005/06 (25 голів)

АЗС (Вроцлав)
- Найкраща бомбардирка Екстраліги (2): 2006/07 (18 голів), 2008/09 (29 голів)